# پیکسی (فیلم)
پیکسی (انگلیسی: Pixie) یک فیلم کمدی دلهره‌آور بریتانیایی در سال ۲۰۲۰ به کارگردانی برانابی تامپسون است. در این فیلم اولیویا کوک، بن هاردی، داریل مک‌کورماک، کالم مینی و الک بالدوین نقش‌آفرینی می‌کنند.
پیکسی در ۲۳ اکتبر ۲۰۲۰ توسط پارامونت پیکچرز در پادشاهی متحده اکران شد.

## مقدمه
یک زن و دو مرد پس از یک اشتباه دزدی مذهبی در حومه ایرلند در حال فرار هستند.

## بازیگران
- اولیویا کوک در نقش پیکسی اوبراین
- بن هاردی در نقش فرنک
- داریل مک‌کورماک در نقش هارلند
- کریس والی در نقش دنیل
- کالم مینی در نقش درموت اوبراین
- ترلاق کانوری در نقش میکی
- دیلن مورن در نقش پتنچل بایر
- اولیویا بیرن در نقش سامر اوبراین
- الک بالدوین در نقش پدر هکتور مک‌گرات
- سباستین ده سوزا در نقش گرت
- ند دنهی در نقش شیمس

## تهیه-تولید
در اوت ۲۰۱۹ اعلام شد که فیلمبرداری این فیلم در ایرلند شمالی و به کارگردانی برانابی تامپسون آغاز شده‌است. اولیویا کوک، بن هاردی و الک بالدوین از جمله بازیگران اعلام شده فیلم بودند.

## اکران
پیکسی در در ۲۳ اکتبر ۲۰۲۰ توسط پارامونت پیکچرز در پادشاهی متحده منتشر شد.

## بازخورد
در راتن تومیتوز، این فیلم براساس نظرات ۱۰ منتقد، با میانگین امتیاز ۵٫۴۰ / ۱۰، دارای امتیاز تصویب ۹۰٪ است.